# Richard Kruse
Pour les articles homonymes, voir Kruse (homonymie).
Richard Kruse, né le 30 juillet 1983 à Londres, est un escrimeur britannique pratiquant le fleuret. Il a été médaillé d'argent aux championnats d'Europe 2006 et 2009.

## Palmarès
- Championnats d'Europe d'escrime :
  -  Médaille d'argent aux Championnats d'Europe d'escrime 2006
  -  Médaille d'argent aux Championnats d'Europe d'escrime 2009
  -  Médaille de bronze aux Championnats d'Europe d'escrime 2010
  -  Médaille de bronze aux Championnats d'Europe d'escrime 2012
- Coupe du monde d'escrime
  - Vainqueur de deux épreuves de Coupe du monde (Venise et Copenhague en 2009)